# امبروز برن‌ساید
امبروز برن‌ساید (به انگلیسی: Ambrose Burnside) نظامی، سیاستمدار، مخترع و سناتور سابق عضو جمهوری‌خواه بود. وی در سال ۱۸۷۵ تا ۱۸۸۱ میلادی سناتور ایالت رود آیلند در سنای ایالات متحده آمریکا بود. مدل ریش این شخصیت در دوره جنگ داخلی آمریکا و پس از آن بسیار معروف شد و به مدل ریش برن ساید معروف گردید. وی نخستین کسی بود که از مانع سیمی در جنگ استفاده کرد.